# Élection présidentielle américaine de 2020 au Kentucky
L'élection présidentielle américaine de 2020 au Kentucky a eu lieu le 3 novembre 2020 comme dans les cinquante autres États ainsi que le district de Columbia. Les électeurs Kentuckyens choisissent des grands-électeurs pour les représenter dans le collège électoral à travers un vote populaire. L'État de Kentucky possède huit grands-électeurs . L'État donne tous ces grands électeurs en faveur de Donald Trump. Le président élu au cours du scrutin dans tout le pays sera Joe Biden de janvier 2021 à au moins janvier 2025. 

## Résultats
| Candidats et colistiers  | Candidats et colistiers     | Partis            | Vote populaire | Vote populaire | Grands électeurs |
| Candidats et colistiers  | Candidats et colistiers     | Partis            | Voix           | %              | Voix             |
| ------------------------ | --------------------------- | ----------------- | -------------- | -------------- | ---------------- |
|                          | Donald Trump Mike Pence     | Parti républicain | 1 326 418      | 62,13          | 8                |
|                          | Joe Biden Kamala Harris     | Parti démocrate   | 772 285        | 36.17          | 0                |
|                          | Jo Jorgensen Spike Cohen    | Parti libertarien | 26 217         | 1,23           | 0                |
|                          | Kanye West Michelle Tidball | Indépendant       | 6 478          | 0,30           | 0                |
|                          | Brock Pierce Karla Ballard  | Indépendant       | 3 598          | 0,17           | 0                |
|                          |                             |                   |                |                |                  |
| Total                    | Total                       | Total             | 2134996        | 100            | 8                |
| Abstention               |                             |                   |                |                |                  |
| Inscrits / participation |                             |                   |                |                |                  |

## Analyse
|                                                   | Compté(s) | Pourcentage |
| ------------------------------------------------- | --------- | ----------- |
| Comté le plus démocrate                           | Fayette   | 59,3        |
| Comté le moins démocrate                          | Leslie    | 9,3         |
| Comté le plus républicain                         | Leslie    | 89,8        |
| Comté le moins républicain                        | Fayette   | 38,5        |
| Comté(s) démocrate en 2016 et républicain en 2020 | /         | /           |
| Comté(s) républicain en 2016 et démocrate en 2020 | /         | /           |